# Desmiphora ornata
Desmiphora ornata är en skalbaggsart som beskrevs av Bates 1866. Desmiphora ornata ingår i släktet Desmiphora och familjen långhorningar. Inga underarter finns listade i Catalogue of Life.